# Sing for Absolution
Sing for Absolution è un singolo del gruppo musicale britannico Muse, pubblicato il 17 maggio 2004 come quarto estratto dal terzo album in studio Absolution.
La versione contenuta nel singolo è caratterizzata da un'introduzione più lunga rispetto a quella presente nell'album. Inoltre, una versione acustica del brano è stata inserita nel singolo successivo.

## Video musicale
Nel videoclip i tre componenti del gruppo sono i piloti di una astronave: la Terra è coinvolta da una nuova era glaciale che ha sommerso il pianeta tra i ghiacci e a cui sembra resistere solo la città futuristica da cui partiranno; una volta in orbita agganciano un modulo criogenico contenente molte persone in stato di ibernazione. Dopo un viaggio spaziale emergono nei pressi di un pianeta dall'atmosfera rossa circondato da numerosi asteroidi che danneggeranno il modulo criogenico, comportandone il distacco dall'astronave. In seguito al difficile atterraggio sul pianeta, viene rivelato tramite i tre che guardano il Big Ben di Londra, parzialmente distrutto e circondato dalle macerie della città ormai quasi del tutto scomparsa, che si tratta della stessa Terra nel futuro, ormai deserta. La regia del video è stata affidata alla Ark VFX una società specializzata in computer grafica e animazione 3D. Il video è un omaggio ai film Il pianeta delle scimmie e 2001: Odissea nello spazio, pubblicati entrambi nel 1968. Le riprese durarono otto settimane e per la lavorazione finale sono state utilizzate tecniche di computer grafica 3D, e l'intento del videoclip era quello di catturare nelle immagini il sentimento di atmosfera apocalittica che accompagna l'intero album Absolution.

## Tracce
Testi di Matthew Bellamy, musiche di Matthew Bellamy, Dominic Howard e Chris Wolstenholme, eccetto dove indicato.
CD promozionale (Francia, Regno Unito)
1. Sing for Absolution (Radio Edit) – 3:47
2. Sing for Absolution (Album Version) – 4:54

CD singolo (Francia, Paesi Bassi, Regno Unito), 7", download digitale
1. Sing for Absolution (Full Length US Remix) – 4:58
2. Fury – 5:02

CD+DVD (Australia)
- CD

1. Sing for Absolution (Full Length US Remix) – 4:58
2. Fury – 5:02

- DVD

1. Sing for Absolution (Video) – 4:57
2. Sing for Absolution (Audio) – 4:54
3. Sing for Absolution (Making of the Video)
4. Big Day Off (Video)
5. Artwork Gallery

DVD (Francia, Regno Unito)
1. Sing for Absolution (Video) – 4:57
2. Sing for Absolution (Audio) – 4:54
3. Sing for Absolution (Making of the Video)
4. Big Day Off (Video)

Box set (Paesi Bassi)
- CD 1

1. Sing for Absolution (Radio Edit) – 3:44
2. Bliss (Live) – 4:05 (musica: Matthew Bellamy)
3. Sunburn (Live) – 4:08 (musica: Matthew Bellamy)
4. Feeling Good (Live) – 3:31 (Anthony Newley, Leslie Bricusse)

- DVD 2

1. Sing for Absolution (Album Version) (Audio) – 4:54
2. Time Is Running Out (Video) – 3:56
3. Hysteria (Alternate Version) (Video) – 3:47
4. Sing for Absolution (Video) – 4:57

- CD 3

1. Sing for Absolution (Live) – 4:50
2. Time Is Running Out (Live) – 4:15
3. Ruled by Secrecy (Live) – 4:52
4. The Small Print (Live) – 3:47

## Formazione
- Matthew Bellamy – voce, chitarra, tastiera
- Chris Wolstenholme – basso, cori
- Dominic Howard – batteria, percussioni

## Classifiche
| Classifica (2004)          | Posizione massima |
| -------------------------- | ----------------- |
| Francia                    | 47                |
| Irlanda                    | 36                |
| Italia                     | 45                |
| Paesi Bassi                | 7                 |
| Regno Unito                | 16                |
| Regno Unito (rock & metal) | 3                 |